# Sergio Floccari
Sergio Floccari (Vibo Valentia, 1981. november 12. –) olasz labdarúgó, 2017 óta a SPAL csatára.

## Klubkarrier
FC Catanzaro Berretti csapatánál kezdett játszani, 20 évesen került a Genova csapatához. Kétszer is kölcsönadták, előbb a Rimininek, majd a Messinának. A Messinában 45 mérkőzésen 5 gólt szerzett. 2007-ben az Atalantához igazolt. 68 mérkőzésen 20 gólt szerzett. 2009-ben 10,5 millió euróért Genovába igazolt. 15 mérkőzésen lépett pályára 5 gólt szerzett. 2010-ben kölcsönvette a Lazio, majd fél évvel később 8,5 millió euróért meg is vásárolta. 49 mérkőzésen 17 gólt szerzett. 2011-ben 1,5 millió €-ért kölcsönadták egy évre a Parma csapatának. 28 bajnokin 8 gólt szerzett.